# Vernonia verticillata
Vernonia verticillata là một loài thực vật có hoa trong họ Cúc. Loài này được Proctor ex C.D.Adams miêu tả khoa học đầu tiên năm 1971.